# Johnny Dodds
Johnny Dodds (Waveland, 12 aprile 1892 – Chicago, 8 agosto 1940) è stato un clarinettista jazz statunitense, fratello maggiore del batterista Baby Dodds.
Nato a Waveland, Mississippi, si trasferì a New Orleans in gioventù, dove studiò clarinetto con Lorenzo Tio. Suonò con le band dei Frankie Duson, Kid Ory, e Joe "King" Oliver. Dodds si spostò quindi a Chicago e suonò con gli Oliver's Creole Jazz Band, con i quali incise il suo primo disco nel 1923. Dopo la rottura degli Oliver's nel 1924, Dodds sostituì Alcide Nunez come clarinettista e leader dei Kelly's Stables. Registrò con molti piccoli gruppi a Chicago, i più famosi dei quali furono gli Hot 5 e gli Hot 7 di Louis Armstrong, e i Red Hot Peppers di Jelly Roll Morton.
Noto per la sua professionalità e per il suo virtuosismo come musicista, nonché per il suo stile profondo e sentito, carico di blues, Dodds rappresentò un'influenza molto importante per i clarinettisti che lo seguirono, in particolar modo Benny Goodman.
Dodds non registrò per gran parte degli anni '30 a causa di motivi di salute. Morì a Chicago nel 1940.

## Discografia
- 1926-00 -  The Chronological (Classics589#, 1991)
- 1927-00 -  The Chronological (Classics603#, 1991)
- 1927-28 -  The Chronological (Classics617#, 1991)
- 1928-40 -  The Chronological (Classics#635, 1992)
- 1927-29 - Johnny Dodds On Paramount (2xCD) (Frog, 2011)  Matrici Paramount  come leader e sideman
- 1926-27 -  New Orleans Stomp. Johnny Dodds on Brunswick And Vocalion (Frog, ?) Matrici Brunswick e Vocalion

- Compilations
- 1926-40 - Myth of New Orleans (Giants of Jazz 53077, 1986)
- 1923–40 An Introduction to. His Best Recordings 1923-1940 (Best of Jazz 4014; 1994)
- 1923–40 - Wild Man Blues: Hi 24 greatest (ASV/Living Era 5252, 1997)
- 1923–29 - Great Original Performances 1923–1929 (Louisiana Red Hot 622, 1998)

Nota: I CD elencati prima delle compilations rappresentano quasi l'integrale a nome Johnny Dodds o di altri complessi meno noti. I dueCD  dell'Inglese Frog in gran parte duplicano i Classics ma sono di qualità audio nettamente superiore. Altre incisioni importanti si trovano a nome Louis Armstrong e King Oliver, alcuni di questi brani si trovano nell'antologico An Introduction to. His Best Recordings 1923-1940 (Best of Jazz 4014; 1994)